# Герб Королівського району Гринвіч
Герб Королівського району Гринвіч — офіційний геральдичний герб Гринвіча. Спочатку герб було надано цьому лондонському району в 1965 році, але в 2012 році їх замінили новим символом, коли район отримав епітет «Королівський район».

## Оригінальний герб

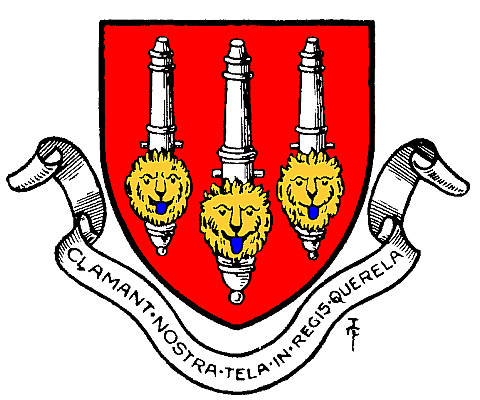
Герб столичного району Вулвіч

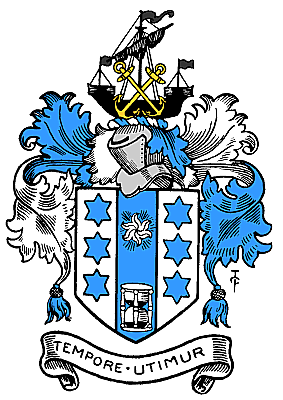
Герб столичного району Гринвіч

Спочатку герб було надано Лондонському району за листом-патентом 1 жовтня 1965 року. Пісочний годинник і зірки були взяті з герба столичного району Гринвіч і символізують позицію району як місця, з якого береться еталон часу. Три гарматні стволи, взяті з герба столичного району Вулвіч, вказують на асоціацію цього району з Королівським арсеналом. Звідти ж походить гармата на гербі ФК «Арсенал».

## Надання 2012 року
3 січня 2012 року було надано новий герб для заміни району, оскільки того року було вирішено, що район мав стати королівським. Спочатку планувалося, що місто отримає королівський епітет 3 січня, але це було відкладено на місяць до 3 лютого.
Хоча більша частина дизайну 1965 року була збережена, герб було змінено додаванням зображення Темзи. Дві шестипроменеві променисті зірки зі старого герба замінили двома п'ятипроменевими кефалями, один часовий годинник став двома, а замість трьох гарматних стволів із головою лева на кожному лишився лише один. Крім того, до герба було додано клейнод і щитотримачів: герб містить тюдорівську троянду та золотий які на хвілях як символ королівських і морських зв'язків. Його щитотримачами є два римські боги: Юпітер (по-грецьки Зевс, це ім'я також вживається в гербі) і Нептун (по-грецьки Посейдон, але тут герб використовує англійський аналог латинської назви). Відповідно до домашньої сторінки району, щитотримачі носять муровану корони та військово- морську корону відповідно, щоб символізувати історичні асоціації району з британською армією та Королівським флотом; зазвичай настінна корона використовується в геральдиці для представлення цивільної муніципальної влади міста чи міста і зовсім не пов'язана з військовими. Юпітер тримає астролабораторію на кшталт сконструйованої Георгом Гартманом, явно символом астрономічних досліджень у Королівській обсерваторії в Гринвічі, тоді як Нептун тримає свій звичайний атрибут — тризубець.
Шолом дивиться вперед, що зазвичай зарезервовано для королівського герба. Королівському містечку було надано спеціальний дозвіл на це використання. Те саме стосується тюдорівської троянди у клейноді, яка також свідчить про давні зв'язки міста з королівською сім'єю.
Девіз «Ми керуємо, служачи» зберігся зі старого герба.

## Значення
Символи пов'язані з Королівською обсерваторією, побудованою в 1675 році для розвитку навігації та морської астрономії.
Корабель і якір на гербі нагадують про тісний зв'язок з Королівським флотом, оскільки старий королівський палац було перетворено на госпіталь для моряків, нині Старий королівський військово-морський коледж.